# Riemerling Challenger
Il Riemerling Challenger è stato un torneo professionistico di tennis giocato su campi in terra rossa. Faceva parte dell'ATP Challenger Series. Si è giocata una sola edizione, a Riemerling in Germania.

## Albo d'oro

### Singolare
| Anno | Campione               | Finalista        | Punteggio |
| ---- | ---------------------- | ---------------- | --------- |
| 1993 | Emilio Benfele Álvarez | Xavier Daufresne | 6–2, 6–2  |

### Doppio
| Anno | Campioni                   | Finalisti               | Punteggio |
| ---- | -------------------------- | ----------------------- | --------- |
| 1993 | Maurice Ruah Mario Tabares | Sander Groen Arne Thoms | 6–3, 6–3  |